# Besatzungszone
Eine Besatzungszone ist ein von ausländischen Truppen besetztes Gebiet oder Bereich eines Staates, in dem eine fremde Staatsmacht als Besatzungsmacht die Hoheitsgewalt ausübt. Der Begriff bezieht sich in deutscher Sprache vor allem auf die Nachkriegszeit in Deutschland und in Österreich nach dem Zweiten Weltkrieg.
Bereits nach dem Ersten Weltkrieg war das linksrheinische Rheinland einer anfangs kriegerischen, ab 1920 friedlichen Besetzung, die auf dem Versailler Vertrag und dem Rheinlandabkommen von 1919 (RGBl. 1919 S. 1336) beruhte, unterworfen und in vier Zonen aufgeteilt worden. Belgische, britische, US-amerikanische und französische Truppen hatten es zum Teil bis 1930 besetzt gehalten; zu einem Übergang der Gebietshoheit auf die Alliierten und Assoziierten Mächte kam es aber nicht und auch ihre Ausübung (Staatsgewalt) in den besetzten Rheinlanden lag grundsätzlich in deutschen Händen.

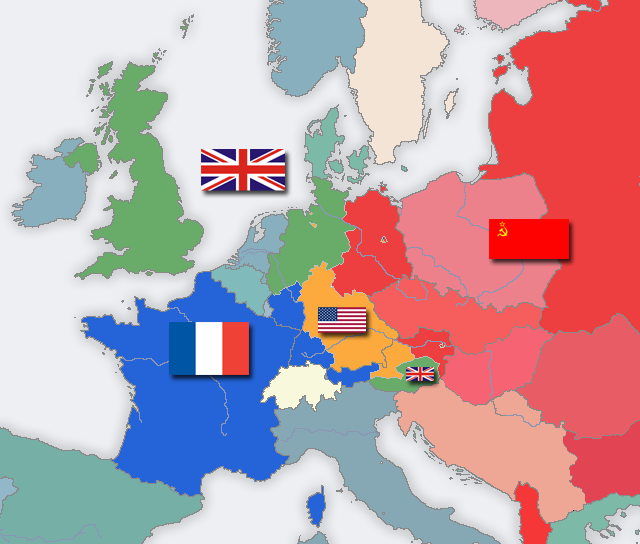
Die drei Westmächte und die Sowjetunion teilten Deutschland und Österreich 1945 in Besatzungszonen auf.

Mit der bedingungslosen Kapitulation der Wehrmacht am 8. Mai 1945 endete der Zweite Weltkrieg in Europa (VE-Day). Nun übernahmen die vier Hauptsiegermächte Sowjetunion, USA und Großbritannien sowie Frankreich die Hoheitsgewalt über das Deutsche Reich, teilten sein Gebiet untereinander in Besatzungszonen auf oder gliederten es aus. Dazu wurden die deutschen Gebiete östlich der Oder-Neiße-Linie, abgesehen vom sowjetisch verwalteten Norden Ostpreußens, unter polnische Verwaltung gestellt. Es entstanden neue deutsche Staaten und die Zeit, in der die vier Mächte die wiedererrichtete Republik Österreich und Deutschland besetzt hielten, nennt man daher auch Besatzungszeit. Sie dauerte in Österreich von 1945 bis 1955. In Deutschland bezeichnet der Begriff meist nur die Zeit von 1945 bis 1949, also bis zur Gründung der Bundesrepublik Deutschland und der Gründung der DDR, obwohl die Besatzung auch in Westdeutschland erst 1955 mit dem Deutschlandvertrag beendet wurde.

## Vorgeschichte

Deutschland nach dem zweiten Zonenabkommen 1944

Am 15. Januar 1944 hatte die Europäische Beratende Kommission (EAC) vorgeschlagen, nach Beendigung des Krieges das Deutsche Reich in seinen Grenzen vom 31. Dezember 1937 in Besatzungszonen aufzuteilen. Im sogenannten 1. Zonenprotokoll der EAC vom 12. September 1944 wurden für das Nachkriegsdeutschland die Grenzen zwischen der nordwestlichen, der südwestlichen sowie der östlichen Besatzungszone mit dem zu ihr gehörenden besonderen Gebiet Groß-Berlin in den Grenzen von 1920 geplant. Ostdeutschland und der nordöstliche Teil Berlins waren für die Besetzung durch die Sowjetunion vorgesehen.
Im ergänzenden, dem sogenannten 2. Zonenprotokoll für das Nachkriegsdeutschland vom 14. November 1944, ordnete die Kommission nun auch die beiden noch offenen Zonen zu: die nordwestliche für Großbritannien und die südwestliche für die Vereinigten Staaten. Außerdem plante die Kommission die britischen und amerikanischen Teile Groß-Berlins innerhalb des dafür vorgesehenen Sondergebietes der östlichen Zone. Es folgten erste Pläne für eine mögliche Regelung der gemeinsamen Nutzung der Häfen Bremens und Bremerhavens. Die Einrichtung einer französischen Zone war zu diesem Zeitpunkt noch nicht vorgesehen.
Noch anlässlich der Konferenz von Jalta im Februar 1945 weigerte sich Josef Stalin zunächst, den Franzosen eine eigene Besatzungszone zuzugestehen und sie an der Verwaltung über Deutschland mitwirken zu lassen, da Frankreich „wenig zu diesem Kriege beigetragen und dem Feind die Tore geöffnet habe“. Doch Winston Churchill wollte nach Abzug der USA – beabsichtigt war dies nach zwei Jahren – der kommunistischen Sowjetunion nicht allein gegenüberstehen. Schließlich lenkte Stalin ein und erklärte, „dass er keinen Einwand [mehr] dagegen habe, dass ihm [Frankreich] eine Zone innerhalb der britischen und amerikanischen Zone gegeben werde“. Inzwischen hatten die französischen Streitkräfte vollendete Tatsachen geschaffen. Trotz der Weigerung des alliierten Oberbefehlshabers Dwight D. Eisenhower, Übersetzmittel zur Verfügung zu stellen, hatten die Franzosen am 1. April 1945 bei Philippsburg den Rhein überschritten, Stuttgart und Friedrichshafen am Bodensee besetzt und waren dann bis nach Vorarlberg in Österreich vorgedrungen. Am 26. Juli 1945 wurde das Zonenprotokoll für Deutschland von der EAC letztmals ergänzt, in dem die Einzelheiten für Frankreichs eigene Besatzungszone ausgearbeitet wurden. Der noch ausstehende formelle Beschluss für das Zugeständnis einer eigenen Zone für Frankreich und der Umsetzung der Empfehlungen der EAC zur französischen Zone fand sich dann im Wortlaut des Potsdamer Abkommens unter Abschnitt III A.1.

## Besatzungszonen in Deutschland

### Überblick

Deutschland 1947: die vier Besatzungszonen der Hauptsiegermächte, das freie Saarland und die gemäß dem Potsdamer Abkommen unter polnische und sowjetische Verwaltung gestellten Ostgebiete

Die Besatzungszonen umfassten das Staatsgebiet des Deutschen Reiches in den Grenzen von 1937 ohne die zunächst okkupierten Gebiete ostwärts der Oder-Neiße-Linie – diese standen unter sowjetischer, später hauptsächlich polnischer Verwaltung – und waren durch Zonengrenzen voneinander getrennt. Diese waren in der Regel identisch mit den Verwaltungsgrenzen ehemaliger Länder, vereinzelt auch mit Kreisgrenzen. Dadurch wurde erreicht, dass eine ordnungsgemäße Verwaltung auch weiterhin sichergestellt werden konnte.
Durch die Aufteilung Deutschlands in Besatzungszonen war der preußische Staat zerrissen worden und hatte faktisch aufgehört zu bestehen. Am 25. Juli 1947 wurde er durch den Alliierten Kontrollrat per Kontrollratsgesetz Nr. 46 auch staatsrechtlich aufgelöst.

#### Britische Besatzungszone
Zur britischen Besatzungszone zählten die ehemaligen preußischen Provinzen Schleswig-Holstein, Hannover (später Niedersachsen) ohne das zum Landkreis Lüneburg gehörende Amt Neuhaus, dafür jedoch mit dem mecklenburgischen Kaltenhof, Westfalen und die nördlichen Bezirke Aachen, Düsseldorf und Köln der Rheinprovinz (später Nordrhein-Westfalen), die Freie und Hansestadt Hamburg, die Freistaaten Lippe (1947 zu Nordrhein-Westfalen), Braunschweig ohne den Ostteil des Landkreises Blankenburg und die Exklave Calvörde, Oldenburg und Schaumburg-Lippe (alle 1946 zu Niedersachsen). Das Gebiet des heutigen Bundeslandes Freie Hansestadt Bremen war ein Sonderfall, da es sowohl zur britischen als auch zur amerikanischen Zone gehörte. Das Hauptquartier der Briten befand sich in Bad Oeynhausen. Weitere Stützpunkte waren in Münster, Düsseldorf, Kiel und Hannover.

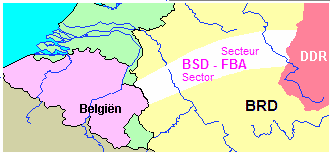
Belgische Streitkräfte in Deutschland

Die Briten bedienten sich in ihrer Zone nicht ausschließlich eigener Besatzungstruppen, sondern u. a. auch belgischer und kanadischer Truppen, polnischer Exiltruppen und eines dänisch-norwegischen Kontingents.
Bei den räumlich abgegrenzten Sondergebieten, die durch Truppen anderer Nationen besetzt waren (also nicht in Gebieten gemischter Truppen) entstanden Begriffe wie „belgischer Korridor oder belgische Besatzungszone“ und „polnische Besatzungszone“; diese standen aber nicht auf gleicher politischer Stufe wie die Besatzungszonen der Siegermächte und die Verwaltungshoheit blieb auch grundsätzlich bei den Briten. Die so genannte polnische Besatzungszone bestand von Mai 1945 bis Mai 1947 im Emsland. Ab 1946 zogen sich die britischen Besatzungstruppen aus dem Rheinland und dem Süden ihrer Zone zurück; sie wurden dort von Einheiten der belgischen Armee abgelöst (so genannte belgische Besatzungszone).
Auf dem Gebiet der britischen Besatzungszone wurden erst 1946 folgende Länder gebildet:
- Braunschweig
- Hamburg
- Hannover
- Lippe
- Nordrhein-Westfalen am 17. Juli 1946
- Oldenburg
- Schaumburg-Lippe
- Schleswig-Holstein

Aus den Ländern Braunschweig, Hannover, Oldenburg und Schaumburg-Lippe entstand am 8. November 1946 rückwirkend zum 1. November das Land Niedersachsen. Das Land Lippe wurde im Januar 1947 aufgelöst und Nordrhein-Westfalen zugeschlagen.

#### Amerikanische Besatzungszone
Die amerikanische Besatzungszone umfasste die ehemalige preußische Provinz Hessen-Nassau ohne den Landkreis Herrschaft Schmalkalden (mit dem Volksstaat Hessen zu „Groß-Hessen“ fusioniert), die nördlichen Teile des früheren Freistaates Baden und Württembergs (zu Württemberg-Baden fusioniert) und den Freistaat Bayern ohne die Rheinpfalz und den Landkreis Lindau (Bodensee). Hauptquartier war das I. G.-Farben-Haus in Frankfurt am Main.
Auf dem Gebiet der US-Zone wurden am 19. September 1945 folgende Länder gebildet:
- Bayern (ohne Landkreis Lindau und ohne Bodenseeterritorium)
- Bremen erst am 23. Januar 1947
- Hessen
- Württemberg-Baden

#### Französische Besatzungszone
Zur französischen Besatzungszone gehörten die südlichen Bezirke Koblenz und Trier der ehemaligen preußischen Rheinprovinz, die preußische Provinz Hohenzollern, mit dem Südteil Württembergs (der französische Teil lag südlich der Autobahn Karlsruhe-Stuttgart-Ulm) zu Württemberg-Hohenzollern fusioniert, der Südteil des Freistaates Baden (ebenfalls die ausschließlich südlich der Autobahn Karlsruhe-Stuttgart liegenden Kreise), die bayerische Pfalz, der linksrheinische Teil Rheinhessens, die Landkreise Oberwesterwaldkreis, St. Goarshausen, Unterlahnkreis und Unterwesterwaldkreis der ehemaligen preußischen Provinz Nassau und der Landkreis Lindau des Freistaats Bayern. Sitz der französischen Militärregierung war Baden-Baden. Analog zur „polnischen Besatzungszone“ innerhalb der britischen gab es innerhalb der französischen Zone vorübergehend eine „luxemburgische Besatzungszone“.
Auf dem Gebiet der französischen Besatzungszone wurden folgende Länder gebildet:
- Südbaden
- Rheinland-Pfalz am 30. August 1946
- Württemberg-Hohenzollern

Ein besonderer Fall der Bildung von Ländern ist das Saargebiet, das 1945 Teil der französischen Besatzungszone wurde. Im Oktober 1946 wurde es, erweitert um zwei Kreise des späteren Landes Rheinland-Pfalz, aus der französischen Zone ausgegliedert und einer eigenen Behörde unterstellt, die dem französischen Militärgouverneur Gilbert Grandval mit Sitz in Saarbrücken unterstand. Nach ersten Landtagswahlen am 3. Oktober 1947 und der Verabschiedung der Verfassung des Saarlandes am 15. Dezember 1947 übte Grandval die Kontrolle über die Landesregierung des Saarlandes im Amt eines französischen Hohen Kommissars aus.
Das Saarland wurde zu einer autonomen Region mit ab 1947 eigener Staatsbürgerschaft und wirtschaftlichem Verbund mit Frankreich. Nach einer Volksbefragung im Jahre 1955 wurde das Saarland am 1. Januar 1957 ein Gliedstaat der Bundesrepublik Deutschland; der wirtschaftliche Anschluss erfolgte am 6. Juli 1959, dem sogenannten „Tag X“.

#### Sowjetische Besatzungszone
Zur sowjetischen Besatzungszone wurden die preußische Provinz Brandenburg, das Land Mecklenburg ohne Randgebiete bei Ratzeburg unter Einschluss Vorpommerns, das aus der Provinz Sachsen und dem Freistaat Anhalt gebildete Land Sachsen-Anhalt, der Freistaat Sachsen (einschließlich des westlich der Neiße gelegenen Teils Niederschlesiens), das Land Thüringen sowie das hannoversche Amt Neuhaus, der hessische Landkreis Herrschaft Schmalkalden und der Ostteil des Landkreises Blankenburg zusammengefasst. Die Sowjetische Militäradministration in Deutschland (SMAD) hatte ihren Sitz in der ehemaligen Heerespionierschule der Wehrmacht (heute: Museum Berlin-Karlshorst) in Berlin-Karlshorst.
Auf dem Gebiet der sowjetischen Besatzungszone wurden folgende Länder gebildet:
- Brandenburg
- Mecklenburg-Vorpommern (ab 1947 Mecklenburg)
- Sachsen (inkl. eines Teils Niederschlesiens)
- Sachsen-Anhalt
- Thüringen

#### Berlin
Die inmitten der sowjetischen Zone gelegene, jedoch nicht zu ihr gehörende frühere Reichshauptstadt Berlin wurde zur koordinierten Verwaltung und Kontrolle Deutschlands in vier Sektoren aufgeteilt, in denen die Oberbefehlshaber der vier Besatzungsmächte ihren Sitz hatten. De facto wurde nach Kriegsende Groß-Berlin rund zwei Monate lang von der Sowjetunion verwaltet, bis die drei Westsektoren von ihr geräumt wurden.

#### Bremen
Bremen, von britischen Truppen erobert, dann von amerikanischen Truppen besetzt, bildete einen Sonderfall: Nach dem Zweiten Weltkrieg wurden die Städte Bremen und Bremerhaven als Häfen von den US-Streitkräften genutzt. Das Land Bremen bildete deswegen zeitweise – und zwar bis Dezember 1945 und wieder ab 1. April 1947 (Proklamation Nr. 3 des US-Militärgouverneurs McNarney und Verordnung Nr. 76 der britischen Militärregierung) eine Enklave der US-Besatzungszone innerhalb der britisch besetzten Zone, der es in der Zwischenzeit selbst angehörte; nur die Stadt Bremen in ihren damaligen Stadtgrenzen selbst (einschließlich des Stadtbremischen Hafengebietes in Bremerhaven) blieb ununterbrochen Teil der amerikanischen Zone, nicht jedoch das Landgebiet Bremen (heute Teil der Stadt Bremen) und der Stadtkreis Wesermünde samt der Stadt Bremerhaven (heute komplett Bremerhaven). Vorübergehend bis zum Dezember 1945 gehörten auch der Landkreis Wesermünde, der Landkreis Osterholz und der Landkreis Wesermarsch zur Amerikanischen Besatzungszone.
Abgesehen von der räumlichen Zuordnung war Bremen de facto sowohl ein Teil der amerikanischen wie der britischen Zone und gehörte sowohl dem Länderrat des amerikanischen Besatzungsgebietes wie der „Konferenz der Länder und Provinzen“ der britischen Zone an.
Am 23. Januar 1947 vereinbarten die britische und amerikanische Militärregierung, rückwirkend zum 1. Januar 1947 aus der Stadt Bremen und der Stadt Wesermünde einschließlich Bremerhaven das Land Bremen zu gründen, das 1949 Bestandteil der Bundesrepublik wurde.

#### Weitere Gebiete
Diverse kleinere Gebiete des Deutschen Reiches im Westen wurden – zum Teil nach vorübergehender Zugehörigkeit zur britischen und französischen Zone – Großbritannien, den Niederlanden, Belgien, Luxemburg und Frankreich zugeschlagen und gehörten der Bundesrepublik Deutschland bei deren Gründung (noch) nicht an: Nach 1949 hielt Belgien (→ Belgische Annexionspläne nach dem Zweiten Weltkrieg) weiterhin einige Ortschaften im Grenzgebiet besetzt (unter anderen Mützenich) und betrachtete sie als zum eigenen Territorium gehörig, die Niederlande machten es ebenso wie Belgien, erst nach Verträgen 1956 (mit Belgien) beziehungsweise 1960 (mit den Niederlanden) erhielt die Bundesrepublik den größten Teil der besetzten Territorien zurück – einzelne Restgebiete verblieben aber bei Belgien beziehungsweise bei den Niederlanden (beispielsweise die Trasse der Vennbahn sowie Teile von Wyler). Ebenfalls zählten Luxemburg (ein Gebiet zwischen Vianden und Obersgegen, nämlich der Kammerwald mit der Ortschaft Roth und dem Gut Neuscheuerhof), Frankreich (Kehl, Mundatwald) und Großbritannien (Helgoland) zunächst Gebiete des Deutschen Reiches als zu ihrem Staatsgebiet gehörig. Die Rückgliederung in die Bundesrepublik Deutschland erfolgte ab 1949 (erste Teilflächen Kehls, Kehl wurde stückchenweise in insgesamt 42 Einzelschritten zwischen Juli 1949 und April 1953 rückgegliedert); die bisher letzte erfolgte im Jahre 2002 (Straße N 274 bei Selfkant von den Niederlanden), heute L 410.

#### Fläche und Bevölkerung 1946
Die Fläche und Bevölkerung der Besatzungszonen nach der Volkszählung vom 29. Oktober 1946:
| Gebiet                       | Fläche in km² | Einwohnerzahl (29. Oktober 1946) | Einwohner je km² |
| ---------------------------- | ------------- | -------------------------------- | ---------------- |
| Berlin                       | 890           | 3.199.938                        | 3.595            |
| Amerikanische Besatzungszone | 107.459       | 17.254.945                       | 161              |
| Britische Besatzungszone     | 97.722        | 22.305.027                       | 228              |
| Französische Besatzungszone  | 40.216        | 5.063.630                        | 126              |
| Sowjetische Besatzungszone   | 107.173       | 17.313.734                       | 162              |
| Deutschland *)               | 353.460       | 65.137.274                       | 184              |

### Anfang
Als die deutsche Wehrmacht am 8. Mai 1945 bedingungslos kapitulierte, hatten die alliierten Truppen bereits den größten Teil des deutschen Staatsgebietes besetzt. Die Sowjets hatten Berlin erobert, die Amerikaner waren tief in die für die Sowjetunion vorgesehene Zone – bis an die Elbe – vorgestoßen. Aufgrund der alliierten Abmachungen mussten sich jetzt alle Truppenteile in die ihnen zugedachten Besatzungszonen zurückziehen, womit der britische Premierminister Winston Churchill nicht einverstanden war: Mit einem Telegramm vom 11. Mai 1945 an den amerikanischen Präsidenten Truman bezweifelte er die Zweckmäßigkeit einer Rücknahme der amerikanischen Streitkräfte, denn „das würde bedeuten, dass die Flut der russischen Herrschaft auf einer Frontbreite von 300 oder 400 Meilen 120 Meilen nach vorn brandet.“ Doch Truman lehnte im Vertrauen auf die zukünftige sowjetische Politik einen solchen Vorschlag ab, obwohl Churchill in einem weiteren Telegramm am nächsten Tag darauf hinwies, dass „längs der russischen Front […] ein Eiserner Vorhang niedergegangen“ sei. Man wisse nicht, was dahinter passiere.
Im Juli 1945 bezogen die alliierten Truppen ihre Besatzungszonen, auch in den Berliner Sektoren wurden verabredungsgemäß Truppenteile der Besatzungsmächte stationiert.
Bis Ende 1945 wurden an verschiedenen Stellen die Grenzen der neu organisierten Länder und damit der Besatzungszonen noch geringfügig korrigiert, teils aus verkehrlichen Gründen, teils zur Verwaltungsvereinfachung. Im Wanfrieder Abkommen wurden mehrere Dörfer zwischen Thüringen und Hessen getauscht, um die für den amerikanischen Nachschub wichtige Eisenbahn-Nord-Süd-Strecke komplett auf dem Gebiet der britischen und amerikanischen Zone verlaufen zu lassen. Bis dahin verlief die Strecke auf wenigen Kilometern durch die sowjetische Besatzungszone. Das Barber-Ljaschtschenko-Abkommen regelte einen Gebietsaustausch zwischen Mecklenburg und Schleswig-Holstein.

### Spannungen zwischen den Siegermächten

Die Länder in den vier Besatzungszonen (Stand: 8. Juni 1947 bis 22. April 1949)

Aufgrund der wachsenden Differenzen zwischen der Sowjetunion und den westlichen Siegermächten wurde im September 1946 aus der amerikanischen und britischen Zone die Bizone gebildet und mit Wirkung vom 1. Januar 1947 vollzogen. Mit Beitritt der französischen Besatzungszone mit Ausnahme des Saargebiets im März 1948 entstand die Trizone. Somit waren bis auf das Saarland alle westdeutschen Länder in der Trizone zusammengefasst.
Mit Inkrafttreten des Grundgesetzes am 24. Mai 1949 wurde aus den elf westdeutschen Ländern (ohne Saarland) die Bundesrepublik Deutschland mit Bonn als provisorischer Bundeshauptstadt gegründet. 1952 fusionierten die Länder Baden, Württemberg-Baden und Württemberg-Hohenzollern zum Land Baden-Württemberg. Damit reduzierte sich die Zahl der Bundesländer auf neun (ohne Berlin). Mit dem Beitritt des Saarlandes zum 1. Januar 1957 erhöhte sie sich dann wieder auf zehn.
Aus der sowjetisch besetzten Zone (SBZ) wurde am 7. Oktober 1949 die Deutsche Demokratische Republik (DDR).
Ein Sonderfall war Berlin, das zu keiner der vier Zonen gehören und von allen vier Besatzungsmächten gemeinsam verwaltet werden sollte, quasi wie eine neutrale fünfte Besatzungszone. Zum Zweck der gemeinsamen Verwaltung wurde es intern in vier Sektoren aufgeteilt. Dieser besondere Status galt von 1945 bis 1955 auch für die österreichische Bundeshauptstadt Wien.
Die Sowjetunion und die DDR interpretierten im späteren Verlauf des Kalten Krieges den Status Berlins abweichend von den Westmächten dahingehend, dass Gesamt-Berlin von Anfang an zur sowjetischen Besatzungszone gehört habe, mutmaßlich um die Anwesenheit der Westmächte in West-Berlin zu delegitimieren und die verstärkte Eingliederung Ost-Berlins in die DDR zu rechtfertigen.
Die Viersektorenstadt Berlin sollte anfangs nach dem Willen der Siegermächte weder dem sie umschließenden Ostdeutschland noch Westdeutschland zugeordnet werden. Mit der fortdauernden politischen Spaltung vereinnahmte die DDR den Ostteil Berlins (Ost-Berlin) als ihre vollintegrierte Hauptstadt, während West-Berlin von der Bundesrepublik als Bundesland behandelt wurde. Die Besonderheiten des Berlin-Status und die formelle Trennung von der Bundesrepublik wurden jedoch in West-Berlin weiterhin beachtet, während sie in Ost-Berlin über die Jahrzehnte fortlaufend abgebaut wurden.

### Historische Situation während der Besatzungszeit in Nachkriegsdeutschland
Nach dem Ende des Zweiten Weltkrieges lag ein Großteil Europas, darunter auch das Gebiet des Großdeutschen Reiches, in Trümmern. Die Alliierten beschlossen eine Politik der Demokratisierung, der Entmilitarisierung und der Entnazifizierung im vormaligen Deutschen Reich. Die Westalliierten stellten die Demontagen zwecks Reparation bald ein (und nahmen auch Abstand vom Morgenthau-Plan); die Sowjetunion dagegen demontierte in ihrer Besatzungszone in großem Umfang, da diese stärker vom Krieg gezeichnet waren.
Bei den Nürnberger Prozessen wurden die Hauptkriegsverbrecher vor einem internationalen Tribunal angeklagt. Unter ihnen waren auch überlebende einflussreiche NS-Politiker wie zum Beispiel Hermann Göring, der wie einige andere zum Tode verurteilt wurde, wobei Göring noch vor der Urteilsvollstreckung Suizid verübte. Viele andere, die dabei zu langen Freiheitsstrafen verurteilt wurden, wurden im Lauf der 1950er Jahre wieder entlassen, einige spielten beim Aufbau der Verwaltung und der Bundeswehr in der Bundesrepublik eine Rolle.
In den Zonen der Westalliierten wurde die Entnazifizierung schon bald eingeschränkt, nachdem der Interessengegensatz zwischen den politischen Systemen der UdSSR einerseits und der USA, Frankreichs und Großbritanniens andererseits immer deutlicher im aufkommenden Ost-West-Konflikt zutage trat. Mitteleuropa war Ende der 1940er Jahre und auch später noch ein wichtiger Konfliktherd des Kalten Krieges. Beide Systeme verfolgten jeweils unterschiedliche soziale, politische und wirtschaftliche Konzepte. Während in den drei westlichen Zonen der Marshall-Plan den wirtschaftlichen Aufbau nach dem Muster einer kapitalistischen freien Marktwirtschaft vorantrieb, war die Ostzone geprägt von der Durchsetzung einer am Sozialismus der UdSSR orientierten Planwirtschaft.
1948 wurde in der Trizone in Westdeutschland die Währungsreform durchgeführt, die sehr schnell zu einem wirtschaftlichen Aufschwung im Westen führte, der das sogenannte Wirtschaftswunder in den folgenden eineinhalb Jahrzehnten einleitete. Dem Schwarzmarkt wurde dadurch die Grundlage entzogen. Die Läden füllten sich wieder mit einem breiteren und reichlicheren Warenangebot, was in der sowjetischen Besatzungszone zunächst nicht der Fall war.
Insbesondere in der Viersektorenstadt Berlin eskalierte die politische Situation aufgrund der dicht nebeneinander bestehenden Wirtschaftssysteme. Es kam zur Berlin-Blockade durch die UdSSR. Berlin wurde vom Westen abgeriegelt. Das diplomatische Kräftemessen stand kurz vor einer Wende vom Kalten Krieg zu einem heißen Krieg. In einer berühmt gewordenen Rede rief der West-Berliner Oberbürgermeister Ernst Reuter bei einer Großdemonstration die Weltgemeinschaft auf, West-Berlin nicht im Stich zu lassen („Ihr Völker der Welt, schaut auf diese Stadt“). Der westliche Teil Berlins wurde daraufhin von den Westalliierten über Monate hinweg durch die Luftbrücke mit den notwendigsten Gütern versorgt, bis schließlich die Blockade aufgegeben wurde.
1945 wurde das Deutsche Reich besetzt und aufgeteilt. Österreich wurde als besetzter Staat wiedererrichtet; im Herbst 1949 wurden in den übrigen Besatzungszonen, außerhalb der abgetrennten Gebiete, kurz hintereinander zwei neue deutsche Staaten gegründet, wobei die DDR und die Bundesrepublik Deutschland neu organisiert wurden:
Im Westen entstand die Bundesrepublik Deutschland als eine parlamentarische Demokratie, an deren Spitze bei der ersten Bundestagswahl eine CDU-geführte Bundesregierung unter Bundeskanzler Konrad Adenauer gewählt wurde. Adenauer orientierte sich von Anfang an dem auch militärisch entstehenden Bündnissystem des Westens.
Aus der sowjetischen Besatzungszone entstand die am Demokratischen Zentralismus der UdSSR orientierte Deutsche Demokratische Republik unter der Herrschaft der Sozialistischen Einheitspartei Deutschlands (SED) unter Walter Ulbricht. Die SED war 1946 aus der Vereinigung der SPD mit der KPD im sowjetisch besetzten Teil Deutschlands hervorgegangen, dieser Zusammenschluss wird einerseits als wichtigstes Vermächtnis der Häftlinge aus den Konzentrationslagern (siehe u. a. Volksfrontkomitee Buchenwald, Buchenwalder Manifest) gesehen, andererseits als Zwangsvereinigung.
Mit bedingt durch die Westbindung Adenauers wurde der ersten Regierung der Bundesrepublik aus den Reihen der Opposition (vor allem der SPD) vorgeworfen, die Spaltung Deutschlands über Jahrzehnte hinaus zementiert zu haben.
Mit Inkrafttreten des Besatzungsstatuts am 21. September 1949 wurden die Militärbefehlshaber der westlichen Besatzungszonen durch zivile Hochkommissare ersetzt, die jeweils die Rechte ihrer Besatzungsmacht in deren jeweiliger Besatzungszone vertraten. Ihnen waren Landeskommissare für die einzelnen Bundesländer in ihrer Besatzungszone unterstellt. Die Hochkommissare bildeten zusammen die Alliierte Hohe Kommission, die die Alliierten auf Bundesebene vertrat.
Die Kosten für die Unterhaltung der Besatzungstruppen und die Verwaltung der Besatzungszonen hatte nach Artikel 49 der Haager Landkriegsordnung das besetzte Land zu tragen. Am 2. April 1950 veröffentlichte der Bundestagsausschuss für Besatzungsangelegenheiten einen Bericht, wonach die neugegründete Bundesrepublik Deutschland im Jahr 1949 rund 4,5 Milliarden DM Besatzungskosten an die alliierten Besatzungsmächte gezahlt hat, was fast 50 Prozent der gesamten Bundeseinnahmen entsprach. Für jeden Bundesbürger bedeutete dies einen Anteil von 95,46 DM, was fast einem durchschnittlichen Monatslohn gleichkam. 1951 wurde die Demontage in der Bundesrepublik eingestellt.
Durch den Deutschlandvertrag 1955 wurde die Besatzung in Westdeutschland aufgehoben und die Alliierte Hohe Kommission aufgelöst. Die ehemalige Einteilung in Besatzungszonen wirkte teilweise den Grenzen mancher vor 1949 entstandener Länder ebenso nach wie in den Stationierungsorten der NATO-Truppen, die nach 1955 als Verbündete zum Schutz des NATO-Gebiets vor dem Warschauer Pakt in der Bundesrepublik stationiert blieben.

## Besatzungszonen in Österreich

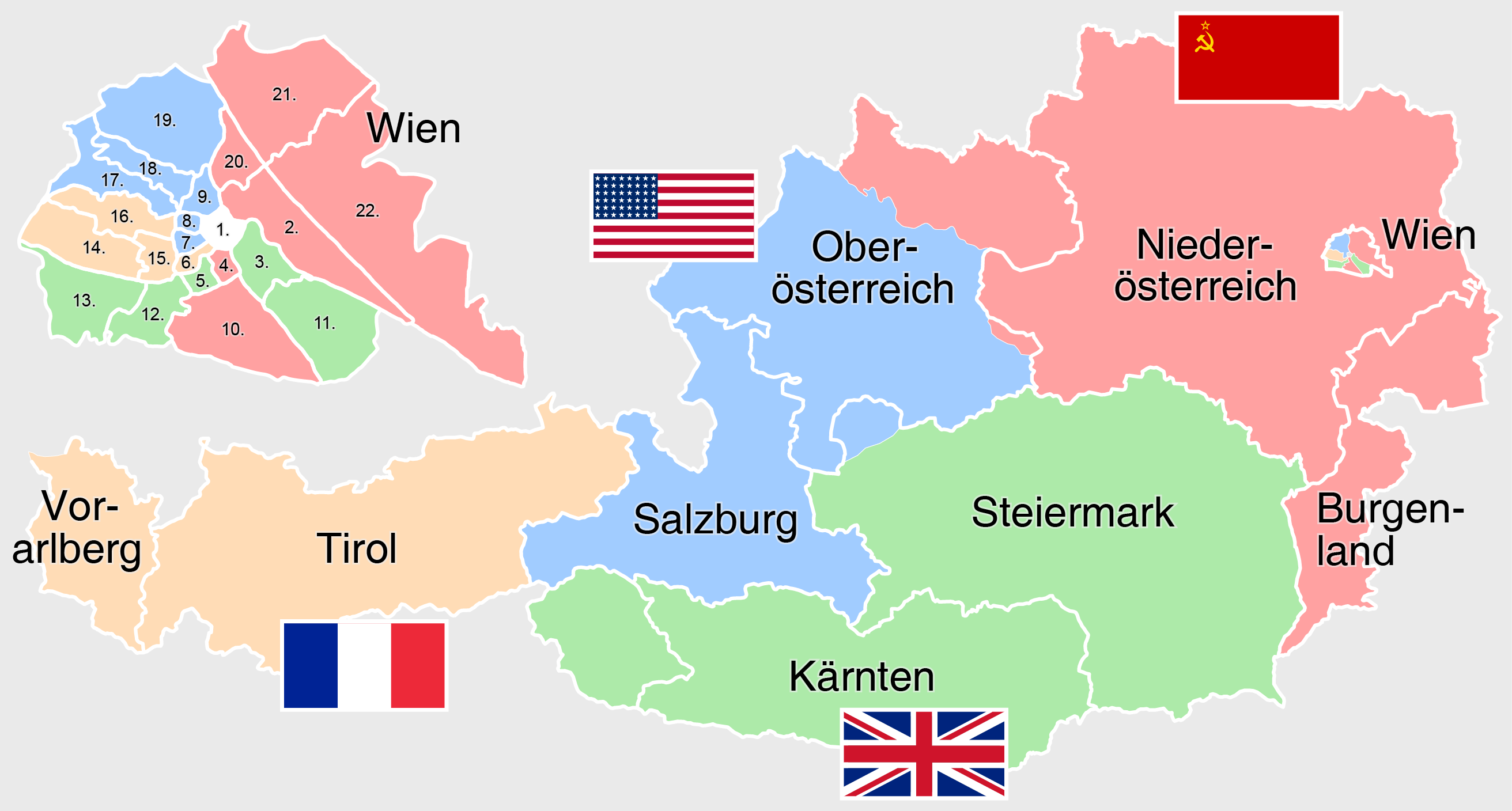
Besatzungszonen in Österreich 1945–1955

Auch das nach dem Zweiten Weltkrieg wiedererrichtete Österreich wurde durch die Alliierten besetzt und in vier Besatzungszonen geteilt. Wie in Berlin waren auch in Wien alle vier Besatzungsmächte vertreten. Der einzige Unterschied bestand in einer vorhandenen fünften inter-alliierten Zone mit wechselnder Besatzungsmacht.
Die Besatzungszeit dauerte bis zum österreichischen Staatsvertrag im Jahre 1955, wodurch in Österreich das Ende der Besatzungszeit und die Erlangung der vollen Souveränität zeitgleich vollzogen wurden.

## Besatzungszonen in Korea
Nach der offiziellen Kapitulation Japans am 15. August 1945 (Gyokuon-hōsō) zum Ende des Zweiten Weltkriegs wurde dessen ehemalige Kolonie Korea – von Japan Provinz Chōsen genannt – durch die Siegermächte in zwei Besatzungszonen aufgeteilt. Ausgehend von der Kairoer Erklärung von 1943 nahm die Sowjetunion schließlich den Vorschlag der USA an, Korea vorläufig entlang des 38. Breitengrads in zwei Besatzungszonen zu teilen.